# Quaresma
La quaresma (del llatí quadragesima, o el "quarantè" dia abans de Pasqua) és el període de quaranta dies d'abans de Pasqua que el calendari litúrgic cristià assenyala per a preparar-se per a la Setmana Santa. Comença el dimecres de Cendra i acaba el diumenge de Pasqua.
L'objectiu de la quaresma és establir un període de reflexió i penitència en què els cristians tinguin temps de preparar-se per la celebració de pasqua. Tradicionalment també es practica dejuni i abstinència.

## Duració
La duració de la quaresma té origen en el simbolisme del nombre quaranta que es tenia com a símbol de plenitud. Així, quaranta dies són els que van durar el Diluvi, els dies que van passar Moisès i Elies a la muntanya, o els dies que va dejunar Jesús al desert.
Les dates del període quaresmal varien cada any en funció de com quedi fixada la Pasqua. El Diumenge de resurrecció sempre cau entre el 22 de març i el 25 d'abril i, per tant, dimecres de Cendra i l'inici de la Quaresma oscil·laran entre el 4 de febrer i el 10 de març.

## Dejuni i abstinència
Antigament aquestes eren unes pràctiques molt més esteses i extremes que en l'actualitat. Durant l'edat mitjana era habitual la prohibició del consum de carn i ous.
Avui dia el costum s'ha relaxat. Actualment, són dies de dejuni el dimecres de Cendra i el divendres Sant o divendres de dejuni. El dejuni consisteix a menjar una sola vegada al dia i una molt sòbria col·lació al matí i al vespre.
A més, tots els divendres són dies d'abstinència (no menjar carn).
El dejuni durant la Quaresma es considera una manera mitjançant la qual els cristians s'identifiquen amb el patiment de Crist durant la Passió.

## Tradicions populars
Tradicionalment, als Països Catalans, la quaresma es representa gràficament per mitjà d'una dona vella amb set cames (que simbolitzen les set setmanes) i amb un bacallà a la mà (a Mallorca amb una arengada o pebrot coent a la boca), a la qual s'arrenca una cama cada setmana. Se l'anomena la Vella Quaresma o també la Bacallanera, la Sarraïna, la Patorra, etc.

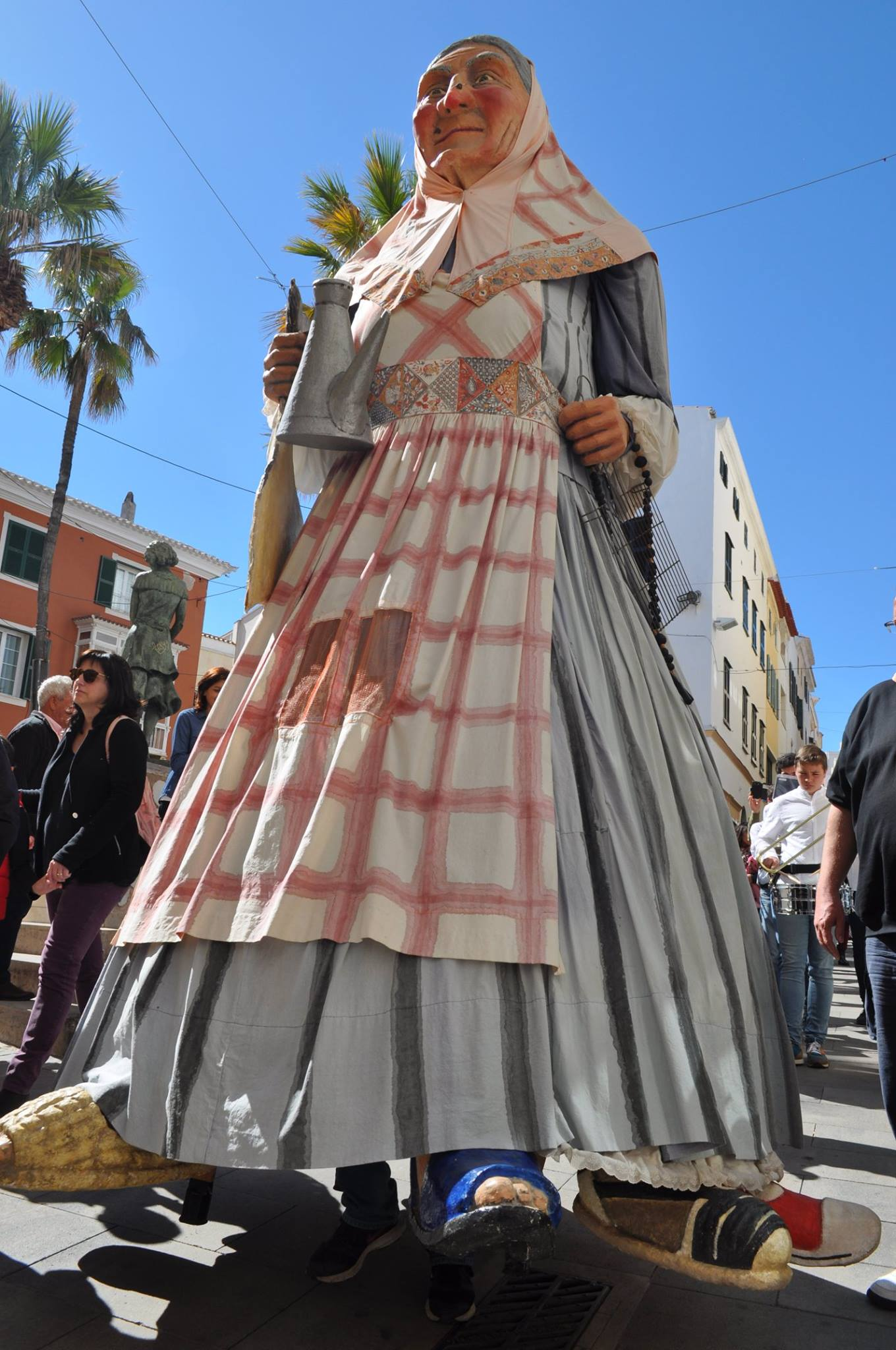
Imatge de la geganta menorquina "s'Àvia Corema" ballant per la ciutat

A Menorca és tal la tradició, que es manté viva amb una figura gegantina que dansa pels carrers.